# 保罗·韦弗斯
保罗·韦弗斯（德語：Paul Wevers，1907年7月21日—1941年3月6日），德国男子皮划艇运动员。他曾代表德国参加1936年夏季奥林匹克运动会皮划艇比赛，获得男子双人皮艇10000米金牌。